# VM i quiz
VM i quiz er en individuel quizkonkurrence, som afholdes hvert år af IQA (en paraplyorganisation af forskellige quizorganisationer fra mere end 25 lande), og som skal finde verdens bedste quizzer. Verdensmesterskabet, der afholdes simultant adskillige steder verden over, blev første gang afholdt i 2003. Siden 2006 har mesterskabet fundet sted den første lørdag i juni. Siden 2014 har Dansk Quiz Forbund afholdt en afdeling af mesterskabet i Danmark, hvor de bedste danske quizzere har kunnet deltage.

## Format
Siden 2005 har VM i quiz bestået af 240 spørgsmål fordelt på 8 kategorier med hver 30 spørgsmål:
- Kultur: Arkitektur, kunst, museer, mytologi, filosofi, religion og verdenskulturer
- Underholdning: Ballet, klassisk musik, filmmusik, jazz, opera, popmusik, radio og fjernsyn
- Historie: Civilisationer, nyheder, opdagelser, berømtheder og historie
- Livsstil: Design, mode, mad & drikke, håndarbejde, helse & sundhed, menneskekroppen, New Age, produkter & mærkevarer og turisme
- Medier: Tegneserier, film, sprog og litteratur
- Videnskab: Naturvidenskab, fauna, flora & statskundskab
- Sport & spil: Spil, sport, hobbyer, rekorder og bedrifter
- Verden: Byer, geografi, fysikgeografi, opfindelser, rummet, teknologi og transport[3]

## Vindere
| År   | Vinder                     | 2. plads                   | 3. plads                    | 4. plads                     | 5. plads                         |
| ---- | -------------------------- | -------------------------- | --------------------------- | ---------------------------- | -------------------------------- |
| 2003 | Olav Bjortomt ( England)   | Pat Gibson ( Irland)       | Alan Gibbs ( England)       |                              |                                  |
| 2004 | Kevin Ashman ( England)    | Pat Gibson ( Irland)       | Ashish ( Indien)            | Nico Pattyn ( Belgien)       | Frank Van Nieuwenhove ( Belgien) |
| 2005 | Kevin Ashman ( England)    | Pat Gibson ( Irland)       | Nico Pattyn ( Belgien)      | Marc Van Springel ( Belgien) | Arul Mani ( Indien)              |
| 2006 | Kevin Ashman ( England)    | Pat Gibson ( Irland)       | Nico Pattyn ( Belgien)      | Marc Van Springel ( Belgien) | Olav Bjortomt ( England)         |
| 2007 | Pat Gibson ( Irland)       | Kevin Ashman ( England)    | Mark Bytheway ( England)    | Olav Bjortomt ( England)     | Jesse Honey ( England)           |
| 2008 | Mark Bytheway ( England)   | Ronny Swiggers ( Belgien)  | Tero Kalliolevo ( Finland)  | Kevin Ashman ( England)      | Pat Gibson ( Irland)             |
| 2009 | Kevin Ashman ( England)    | Ronny Swiggers ( Belgien)  | Mark Bytheway ( England)    | Olav Bjortomt ( England)     | Nico Pattyn ( Belgien)           |
| 2010 | Pat Gibson ( Irland)       | Kevin Ashman ( England)    | Ronny Swiggers ( Belgien)   | Tero Kalliolevo ( Finland)   | Olav Bjortomt ( England)         |
| 2011 | Pat Gibson ( Irland)       | Kevin Ashman ( England)    | Tero Kalliolevo ( Finland)  | Jesse Honey ( England)       | Ronny Swiggers ( Belgien)        |
| 2012 | Jesse Honey ( England)     | Pat Gibson ( Irland)       | Steve Perry ( USA)          | Kevin Ashman ( England)      | Olav Bjortomt ( England)         |
| 2013 | Pat Gibson ( Irland)       | Tero Kalliolevo ( Finland) | Kevin Ashman ( England)     | Olav Bjortomt ( England)     | Ove Pöder ( Estland)             |
| 2014 | Vikram Joshi ( Indien)     | Steve Perry ( USA)         | Kevin Ashman ( England)     | Olav Bjortomt ( England)     | Pat Gibson ( Irland)             |
| 2015 | Olav Bjortomt ( England)   | Kevin Ashman ( England)    | Pat Gibson ( Irland)        | Tero Kalliolevo ( Finland)   | Holger Waldenberger ( Tyskland)  |
| 2016 | Kevin Ashman ( England)    | Olav Bjortomt ( England)   | Pat Gibson ( Irland)        | Mark Grant ( Wales)          | Ronny Swiggers ( Belgien)        |
| 2017 | Kevin Ashman ( England)    | Didier Bruyere ( Frankrig) | Pat Gibson ( Irland)        | Tom Trogh ( Belgien)         | Ronny Swiggers ( Belgien)        |
| 2018 | Olav Bjortomt ( England)   | Steve Perry ( USA)         | Pat Gibson ( Irland)        | Igor Habal ( Estland)        | Ronny Swiggers ( Belgien)        |
| 2019 | Olav Bjortomt ( England)   | Steve Perry ( USA)         | Tero Kalliolevo ( Finland)  | Kevin Ashman ( England)      | Pat Gibson ( Irland)             |
| 2020 | Ravikant Avva ( Singapore) | Troy Meyer ( USA)          | Victoria Groce ( USA)       | Ronny Swiggers ( Belgien)    | Yogesh Raut ( USA)               |
| 2021 | Ronny Swiggers ( Belgien)  | Didier Bruyere ( Frankrig) | Tero Kalliolevo ( Finland)  | Olav Bjortomt ( England)     | Tom Trogh ( Belgien)             |
| 2022 | Didier Bruyere ( Frankrig) | Tom Trogh ( Belgien)       | Krešimir Štimac ( Kroatien) | Daoud Jackson ( England)     | Ronny Swiggers ( Belgien)        |
| 2023 | Ronny Swiggers ( Belgien)  | Victoria Groce ( USA)      | Evan Lynch ( England)       | Tom Trogh ( Belgien)         | Olav Bjortomt ( England)         |
| 2024 | Victoria Groce ( USA)      | Daoud Jackson ( England)   | Ronny Swiggers ( Belgien)   | Ian Bayley ( England)        | Pat Gibson ( Irland)             |
| 2025 | Daoud Jackson ( England)   | Victoria Groce ( USA)      | Ronny Swiggers ( Belgien)   | Ian Bayley ( England)        | Evan Lynch ( England)            |

## Bedste danskere
Danske deltagere har været med i VM i quiz siden 2014. I tabellen ses de fem højest placerede danskere det pågældende år.
| År   | 1.                              | 2.                               | 3.                               | 4.                              | 5.                              |
| ---- | ------------------------------- | -------------------------------- | -------------------------------- | ------------------------------- | ------------------------------- |
| 2014 | Peter Ravn Rasmussen (nr. 176)  | Hans Ewald Skov Hansen (nr. 346) | Niels Søndergaard (nr. 354)      | Flemming Borg Nielsen (nr. 836) | Glen Odgaard (nr. 1101)         |
| 2015 | Peter Ravn Rasmussen (nr. 205)  | Niels Søndergaard (nr. 488)      | Mads Theodorsen (nr. 837)        | Carsten Eriksen (nr. 878)       | Flemming Borg Nielsen (nr. 933) |
| 2016 | Peter Ravn Rasmussen (nr. 398)  | Rasmus Jørgensen (nr. 460)       | Hans Ewald Skov Hansen (nr. 489) | Niels Søndergaard (nr. 654)     | Mads Theodorsen (nr. 736)       |
| 2017 | Peter Ravn Rasmussen (nr. 219)  | Mads Theodorsen (nr. 594)        | Flemming Borg Nielsen (nr. 744)  | Søren Laursen (nr. 766)         | Anders Pedersen (nr. 865)       |
| 2018 | Maj-Britt Christensen (nr. 294) | Peter Ravn Rasmussen (nr. 322)   | Rasmus Jørgensen (nr. 376)       | Esben Holdt (nr. 380)           | Søren Laursen (nr. 814)         |
| 2019 | Peter Ravn Rasmussen (nr. 228)  | Anton Høj Jacobsen (nr. 315)     | Mads Theodorsen (nr. 434)        | Flemming Borg Nielsen (nr. 862) | Anders Pedersen (nr. 920)       |
| 2020 | Esben Holdt (nr. 332)           | Mads Theodorsen (nr. 334)        | Flemming Borg Nielsen (nr. 397)  | Anders Pedersen (nr. 501)       | Freja Liva Lind (nr. 523)       |
| 2021 | Peter Ravn Rasmussen (nr. 272)  | Flemming Borg Nielsen (nr. 297)  | Mads Theodorsen (nr. 376)        | Søren Laursen (nr. 420)         | Anton Høj Jacobsen (nr. 486)    |
| 2022 | Maj-Britt Christensen (nr. 193) | Peter Ravn Rasmussen (nr. 332)   | Flemming Borg Nielsen (nr. 352)  | Mads Theodorsen (nr. 382)       | Freja Liva Lind (nr. 640)       |
| 2023 | Maj-Britt Christensen (nr. 232) | Rasmus Jørgensen (nr. 319)       | Søren Laursen (nr. 422)          | Flemming Borg Nielsen (nr. 448) | Anton Høj Jacobsen (nr. 478)    |
| 2024 | Maj-Britt Christensen (nr. 183) | Rasmus Jørgensen (nr. 198)       | Flemming Borg Nielsen (nr. 311)  | Mads Theodorsen (nr. 371)       | Søren Laursen (nr. 471)         |
| 2025 | Flemming Borg Nielsen (nr. 158) | Rasmus Jørgensen (nr. 255)       | Mads Theodorsen (nr. 353)        | Anton Høj Jacobsen (nr. 559)    | Freja Liva Lind (nr. 644)       |

## Eksterne links
- World Quizzing Championships
- International Quizzing Association